# Vandöd

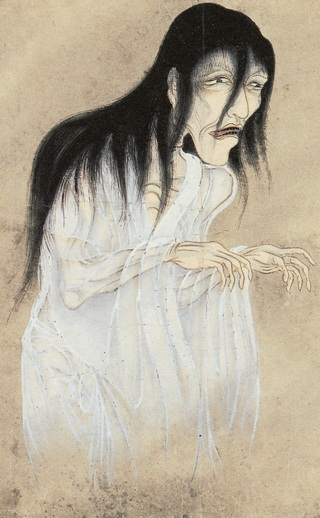
Yurei, ett japanskt spöke.

Vandöda, odöda eller levande döda väsen förekommer i folktro över hela världen. Begreppet vandöd, som ungefär betyder ”dödsnekad” eller ”odöd”, är något diffus men kan bland annat sägas vara en varelse som lämnat jordelivet men av någon orsak hindrats från att nå livet efter detta. Gunnar Unger beskrev begreppet som sådant i Svenska Dagbladet 1962:
| ” | Med utgångspunkt från den gamla tron på "vandöda", d.v.s. osaliga människor som till straff för ohyggliga brott ständigt på nytt måste leva om sina liv,.. | „ |
| – Gunnar Unger. ”utdrag från stycke om Svart sabbat”. Svenska Dagbladet (SVD): 1962-12-23, Del 2, sida 7 (digitalsida: 27), Edition: A / Uppl. ** [Stockholmsupplaga]. https://www.svd.se/arkiv/1962-12-23/27/SVD. Läst 3 mars 2024. | |   |

Ibland består den vandöda av en kropp, men ibland är de bara ett andeväsen. Vandöda förekommer flitigt i skräcklitteratur. I fantasy-sammanhang förekommer ofta magiker med makt över de vandöda, nekromanter.

## Kända vandöda
- Jack med lyktan

## Typer av vandöda
- Draug
- Fantom
- Gast
- Gengångare
- Ghoul
- Mara (i vissa omständigheter)
- Nattramn
- Skelett (odöd)
- Spöke
- Vampyr/Strigoi
- Zombie